# マヴァール年代記
『マヴァール年代記』（マヴァールねんだいき）は、田中芳樹による架空歴史小説。角川書店の小説誌『野性時代』に1988年から1989年にかけて断続的に掲載された。角川書店よりカドカワノベルズ版が全3巻で刊行され、その後、角川文庫に収められた。さらに東京創元社の創元推理文庫に、全1巻で収録された。
カルマーン、ヴェンツェル、リドワーンという3人の身分が違う青年達の野心や友情を、架空の帝国マヴァール帝国とその周辺諸国の激動の3年間を通じて描く。
物語の舞台は、中世ハンガリーとその周辺諸国をモデルにしている。

## あらすじ
マヴァール帝国の皇子カルマーンは、皇帝である父の圧迫に耐えかね、父を殺してしまう。皇帝の崩御によって後継者争いが始まり、次期皇帝を選ぶ選帝公はカルマーンとその甥のどちらを選ぶかで2派に分かれ対立する。選帝公の1人ヴェンツェルは旧友カルマーンに味方する。しかしカルマーンの父殺しに気付いたことがきっかけで、彼の心に帝位簒奪の野心が芽生えてくる。2人と旧友の騎士リドワーンも、帝都に戻ってきたことがきっかけでマヴァール内の権力争いや周辺諸国との戦争に巻き込まれていくのだった。
そして、夕陽の中で最後の戦いが終わるとき、三人の青春と友情の日々もまた終わる。

## 登場する国と人物

### マヴァール帝国
本作の舞台となる大陸北方に割拠する帝国。氷雪に厚いが豊かな国土と、100万とも号される、強悍な兵を備える。帝都はオノグール。君主に皇帝（グルカーン）を戴く。南方の農耕民族の英雄によって故郷を追われた、東方草原の騎馬民族が流れ着いた新天地で、マヴァールは民族の名に由来する。130州の版図のうち、70州を直轄する皇帝領と、10州を封ぜられる、6つの公国との連合帝国の体裁を成す。皇帝領の州には、知事と軍司令官が代官として存在する。
アルパード
征服帝と称される、マヴァール帝国の太祖皇帝。相続問題のもつれから異母兄たちを殺し、叛逆者となったが、6人の友人に助けられて、苦闘の末、マヴァール全土を制圧した。その後、族長から国王と称号を改め、エイデイ、クールラント諸国との戦いに勝利し、近隣最大の国土と勢力を築き上げ、皇帝を称するに至った。

### 六公国
建国帝アルパードの征旅に従い、功績を挙げた6人の友人たちに与えられた国。皇帝領と連合する。10州をもって1公国を成し、公国の君主は国公と呼ばれる。公国には竜牙（ドルグレイヤ）、虎翼（ティグラネット）、金鴉（アルトクリーフ）、銀狼（サインボルフ）、銅雀（スパルコーア）、黒羊（カーラヒルプ）の名が冠せられる。次期皇帝を選出する選帝公（マグナート）の資格を有し、4人以上の選帝公の支持なくしては帝位に就くことはできない。国公の下には、国政を輔弼する国相（メシュテル）が存在する場合もある。封建諸侯として、公国の内政自治権、徴税権、徴兵権、司法権、立法権を与えられるが、帝国の宰相（フェイエデレム）職には就けない。公国同士の紐帯を防ぐため、公国と公国の間は皇帝領によって隔てられている。アルパード帝の巧みな婚姻政策で、各国公家には帝室の血が流れている。

## 主要人物
カルマーン
主人公の一人。26歳。ボグダーン二世の三男で、大公（ナードル）の称号を持つ皇子、のちに皇帝。帝国随一の驍将の誉れ高い、英武の将軍。眉目秀でた快男子。ヴェンツェルとリドワーンとは王立学園で文武を修めた友人同士である。猜疑心に狂った父帝からの長年の圧迫に耐えかね、人知れずに弑逆、25世皇帝カルマーン二世として即位するものの、内攻する負い目から覇道を志す。皇位継承に端を発した争乱を収め、帝国の再編成を行い、皇帝権を大きく強化させる。さらにツルナゴーナを征服継承する「大併合（グラテインタール）」を行い、200州を疆域に収める。ウルガール、クールラントの近隣諸国を撃破、「マヴァールの雷帝」と称され、一時代を領導するに到ったが、旧友にして梟雄ヴェンツェルの存在に危惧を抱く。
ヴェンツェル
主人公の一人。26歳。金鴉国公。繊弱な貴公子然とした外見に反し、内実は強靭な知略家にして野心家、武人としても卓越している。カルマーンの旧友にして、最も有力な重臣として振る舞いながら、水面下では帝国を簒奪するべく暗躍する。帝国の転覆を謀る梟雄ながらも、公国では善政を敷き、私人としては良き兄、友人、婚約者であり、打倒すべきカルマーンに対しても含むところはない。
リドワーン
主人公の一人。26歳。略称リド。騎士階級出身、虎翼公国の元国相。公妹マーリアを娶り、彼女との間に1子パールを儲ける。卓絶した戦士であり、軍指揮官としての能力も高い。時にはカルマーン以上の奇略をもって戦況を覆す。妻マーリアの死と義兄との確執が原因で、パールを伴い公国を出奔、旧友ヴェンツェルの食客となったことから変転の末、黒羊国公となる。長身の美丈夫。本人も自覚しているが、かなりの朴念仁である。政事嫌いに反して立場が重くなっていくことに逃避を覚えることもある。
アンジェリナ
金鴉国公妹。ヴェンツェルの妹。19歳。北国の太陽が擬人化した如く、精彩に満ちた、闊達で爽快な佳人。深窓の生まれながら、開明的な父兄の元で育ち、女性の身で剣弓に優れ、将帥としても帝国内で最上位の域にある。聡明な兄を持ったことで、世の男性を見る目が辛くなり、婚期が遠のくことを懸念していたが、後にリドワーンと結ばれ、「マヴァール最強のひとつがい」として勇名を馳せることとなる。
パール
リドワーンと虎翼公国の公女マーリアとの間に生まれた息子。5歳。虎翼公国の世嗣の資格があることから、身柄を僭主シミオンに付け狙われることとなる。利発な愛らしい幼児で、アンジェリナからも可愛がられる。リドワーンの見るところでは、武事より文学や音楽の方に興味を持っている。
ホルティ
在野の学者。血色の良い禿頭の男。芸人として4匹の犬と共に各地を遍歴している。年齢は30代。曲芸だけでなく、奇妙な才覚を揃えた人物で、暗部めいた稼業や、軍旅の差配にも長じる。したたかで図々しいが、基本的には好漢で、リドワーン一家の良き味方として行動を共にする。

## 皇族と外戚
ボグダーン二世
マヴァール帝国の第24代皇帝。カルマーンの父帝。猜疑心と権力に固執するあまり、息子たちを精神的に虐待し、2人の息子を死に追いやった（とカルマーンは信じている）。晩年には狂気に憑かれていたようで、宮廷の大粛清を画策しており、自身の虚偽の訃報でカルマーンを呼び戻し、その対応を観るといったことも行ったが、そこで忍耐の限界に達したカルマーンにより殺害される。
若い頃は王立学園の身分の垣根を外すなど、開明的な君主としても知られるが、ヴェンツェルはその虚飾を見抜いていた。
ボグダーン二世にはカルマーンを含めて3人の息子がいた。アールモシュの見るところでは、3人の兄弟では末子カルマーンが傑出していたが、兄たちも凡庸な質ではなかったらしい。
長子ヴェーラは父帝から反逆を疑われ、心労で病臥に伏し、幼い息子ルセト大公を残して死去した。
次子（名は不明）は父帝の猜疑を恐れ、発熱を押して雪雨の戦陣に挑み、肺炎で死去した。
ルセト
カルマーンの甥で長兄ヴェーラの遺児。大公（ナードル）の称号を持つ。3歳。幼児ながら先帝の嫡孫である故に、叔父であるカルマーンの権力基盤を脅かす存在であるが、仲の良かった兄への想いから排除することができず、その存在は野心家たちの耳目を集めることとなる。
エルセベート
大后妃。ヴェーラの未亡人で、ルセト大公の母。カルマーンの義姉。息子ルセトを皇位に就けるために陰謀を巡らす。
アポストル
公爵。エルセベート大后妃の父親で、ルセトの外祖父。帝室の遠戚で、宮廷貴族の重鎮。

## 帝国の廷臣
ヴォーダ
カルマーンの幕僚。カルマーンの信頼篤い、思慮深く指導力ある将軍。主君に対して憚ることなく直言する謹厳な反面、リドワーンとアンジェリナの交際に興味を示すくだけた一面も持つ。カルマーン戴冠後、竜牙国公に就任。毒に蝕まれながらも後詰めの任に能っていたが、国賊どもの刃に倒れ、クールラント軍の侵攻をゆるしてしまう。
ラクスタ
カルマーンの幕僚。24歳。若いながら力量のある将軍で、重臣として重用される。策謀にも通じ、ドラゴシュをしてエンドレを除かせたのは彼の献策による。しかし、その後のドラゴシュの暴政の責任を痛感するなど、本来は陽性の人物で、士心も得ている。カルマーン戴冠後、銅雀国公に就任。大帝が遠征中の帝都守護を任されるが、文弱の徒に毒殺され、金鴉公国軍に帝都を制圧されてしまう。
イリアシュ
カルマーンの幕僚。帝国でも有数の将軍で、カルマーンからの信任も厚い。リドワーンとは旧くからの戦友。カルマーン戴冠後、代わってマヴァール帝国軍を統括するが、ラザールの策に嵌って戦死。
アッセン
カルマーンの幕僚。忠実で勇敢な将軍。
ベドジフ
カルマーンの幕僚。
バルツァイ
カルマーンの幕僚。伯爵。勇将。
マウレル
カルマーンの幕僚。侯爵。
ラレシュ
宮廷式部官長。伯爵。
ヴァーソイ
伯爵。ツルナゴーラへの特使を務める。
イサクチア
男爵。エルセベートの家臣。
ゾルターン
ボグダーン二世の御代からの帝国宰相。36歳。名門出身のリスに似た容貌の矮小な醜男だが女性にもてる。30代で宰相に就く程の能吏だが、陰謀を好む佞人。帝位簒奪を目論み、周囲に不幸をまき散らしたあげく祖国を追われる。

## 六公国の人物

### 竜牙公国
エンドレ
竜牙国公。61歳。剛毅で狷介な老人。次期皇帝にルセトを推し、強硬にカルマーンと対峙する。
ドラゴシュ
竜牙公国の将軍。35歳。勇猛がすぎて野獣じみた男。用兵学を覆すほどの武勇を持ち、政略にも無能ではない。ラクスタの計略を受け容れたカルマーンの指嗾で主君エンドレを弑逆、竜牙国公の座を襲う。その後カルマーンからの、民心を安んじよとの指示を無視し、公国で地獄のような虐政を展開させる。中央にも望みを馳せ、ルセト擁立を名分に立て蜂起、「ドラゴシュの乱」を引き起こした。
シャームエル
竜牙公国の重臣、ドラゴシュの兄。純粋で旧弊な忠臣。彼ら兄弟の家系は代々公国に仕えていた。
ラスロー
竜牙公国の書記官。妻がドラゴシュの目に止まったことから身の危険を感じ、妻子を伴った決死の脱出行の末、金鴉公国公邸に逃げ込む。その際に竜牙公国の内部情報と地図を持ち込こんだところ、重要性を知悉したヴェンツェルから厚く遇される。
バディカ
竜牙公国の将軍。カッシア城の守将。

### 虎翼公国
イムレ
虎翼国公。リドワーンの義兄でパールの伯父。33歳。かつては名君であったが、重臣の未亡人であるゲルトルートに懸想し、シミオンとの間に隙を生じさせる。その際、諫言を行ったリドワーンを疎んじ、彼を出奔させる契機を作る。結局、シミオンの計略にかかり、ゲルトルートを公后に冊立した直後に毒殺される。
マーリア
虎翼公国公妹。リドワーンの妻でパールの母親、イムレの妹。故人。アンジェリナを夏と例えるなら、春のように温かな女性。
シミオン
虎翼国公の重臣。主君イムレとゲルトルートをめぐる恋敵となり、イムレを謀殺する。ゲルトルートの情夫となり、僭主として公国の国政を宰領するも、不安定な立場から、公国の嫡子であるパールを執拗に欲する。かつては高潔で有能な騎士だったが、ゲルトルートを得るために大逆の罪を犯してからは屈託し、能力にも翳りがさした。
ゲルトルート
虎翼国公后。西方の異国の出身。非の打ち所の無い美人だが、絵画的で模写を思わせる無個性な女性。元々は重臣バルシュの未亡人であったが、その美貌から国公イムレと重臣シミオンを惑わせ、両者の確執の火種となり、公国を傾けさせた。

### 金鴉公国
ミクローシュ
金鴉公国国相。ヴェンツェルの側近で友人、彼の野心を知らされ、最も信頼されている腹心である。新帝国誕生の際には宰相に登るであろう、多岐にわたる才能を有する、瀟洒な青年。元々は造園技師であったが、ヴェンツェルの知遇を得て国家的事業の内政を任され、公国を大いに発展させた。
マティアシュ
金鴉国公の将軍で、武の重鎮たる宿将。アンジェリナを揺籃の頃から知り、長年の戦友の間柄である。
シャルロッタ
アンジェリナの侍女。国境地帯の出身で、ツルナゴーラでの経験を買われて継承戦役に付き従う。

### 銀狼公国
コステア
銀狼国公。58歳。武人、領主、重臣としても有能で、ヴェンツェルの危険性も見抜いていた。ルセトに与し、カルマーンと衝突する。その際、子息を犠牲にする奸策を弄すなど、老いては精彩を欠いた。
フェレンツ
銀狼国公子。コステアの六男で庶子。14歳。父とカルマーンとの戦いの際、死間用の人質として利用されるが、カルマーンに助命される。見所があると認められてか、侍従武官として近侍することを許される。成人のあかつきには、公国を再興してもらう約束をされている。

### 銅雀公国
シャラモン
銅雀国公。無定見と偏執に満ちた肥満漢。ルセトを擁する。48歳。自らを預言者にして救世主と称し、幼稚な正義感の赴くまま、国政を壟断し悪政を敷く。

### 黒羊公国
ストゥルザ
黒羊国公。先代国公アールモシュの甥。29歳。アンジェリナを妻に迎える為の布石として、金鴉国公と共にカルマーンを皇位に推す。偉大な先代の事を相当強く意識しており、心は荒み国政を省みず伯父の後妻とも姦通していたが、その尽くを盲目の伯父に見抜かれていた。アンジェリナに恋焦がれる余り、リドワーン父子共々殺害に及ぶが返り討ちにあって死亡する。芸術家を自認するも才能には恵まれず、嫉妬に狂って地下迷宮で殺人を重ねていた。
アールモシュ
先代の黒羊国公。ストゥルザの伯父。64歳。過去戦場にてリドワーン少年に命を救われて以来、リドワーンの精神的後ろ盾となる。盲目の身となってからは国公位を譲った甥に、帝都の公邸に軟禁されていた。ストゥルザ亡き後の黒羊公国をリドワーンに託す事に不足を感じていない。老公とも敬称される程にその名望は高く、不遜なヴェンツェルからも敬意を払われている人物。黒羊公国における影響力は今だ健在。
イェレナ
アールモシュの若き後妻。義理の甥であるストゥルザとの不義密通を夫に看破されて以来、国元に遠ざけられている。
ギカ
黒羊公国の騎士。勇気も才覚もあるが、譜代意識が強く、外様のリドワーンを快く思えないでいる。戦場の混乱に乗じてリドワーンの暗殺を試みるが、獣にのど笛を噛み砕かれて落命する。
ヴェーラ
黒羊公国の騎士。リドワーンに好意的で、彼に不平を抱くギカを窘める。

## 帝国の貴族
エフェミア
女官。18歳。下級貴族の出身。カルマーンの寵を受ける、淑やかでひっそりとした女性。
イデリーダ
パサロヴィツ侯爵家の姫。ヴェンツェルの婚約者。9歳。パサロヴィツ家は帝室に連なる名家ながら、権勢とは無縁で、学芸を家業とする地味な存在であった。血統の高さと、外戚として無害な家柄から、政略上ヴェンツェルから望まれるが、彼に懐き、ヴェンツェルの方でも妹を扱うように優しく接している。
パサロヴィツ
パサロヴィツ侯爵家当主。イデリータの父親。30代半ば。外見も内実も文事の人物。ヴェンツェルを評価しながらも、権力に近づく気はなく、娘との結婚には難色を示している。

## 周辺諸国
エルデイ王国、ツルナゴーラ王国、ツウァーラ王国、リスアニア王国、クールラント王国、ウルガール王国、ラヴォニア大公国、西方騎士団領が存在する。

### エルデイ王国
マヴァール帝国の東南に位置する王国。首都はブラッショー。帝国との関係は非常に険悪であり、武力抗争は百数度にも及ぶ、住民同士の釣り場の諍いが戦争にまで発展したケースもある。アルパード帝の治世の頃にはすでに存在しており、マヴァール帝国とは元々同じ民族の可能性が高く、言語もほぼ同じである。なお、エルデイとはトランシルヴァニアのハンガリー語名でもある。
九柱将軍（ナインポラトス）
王国軍の9人の最高級指揮官。遠征軍司令官、国都防御司令官、近衛軍団長、国軍総帥といった最重要の軍職を占める。ラザールのように特命全権大使といった外交畑の要職にも就任できる。王国を支える9本の柱、中央と8方角の柱に擬せられるが、象徴的なもので実際に配置されるわけではない。
ジグモンド七世
エルデイ王国の国王。40代前半。偉大な英雄という柄ではないが、それなりの器量と才幹を備え、乱世の人君としての野心も持つ。
ミロスラフ
九柱将軍の一柱。60代の老人。老練をもって鳴る王国随一の宿将。高齢のためか軍略に衰えを見せているが、襟度までは失っていない。ミハイ峡谷との戦いでラザールの補佐を受けてから彼を支持する。
ラザール
九柱将軍の一柱。24歳。若年ながら才幹を国王に認められて、九柱将軍に列せられる。右頬に細長い傷があり、興奮すると赤く浮き上がる人相を持つ。マヴァール帝国の駐箚大使として赴き、対マヴァールの首謀をなすが、それは国益ではなく、自身の栄達と野望を成就させるためである。
オルブラヒト
九柱将軍の一柱。36歳。文人めいた温和な風貌とは裏腹に、王国全軍に冠絶する猛将で、陣頭に立てば兵士の士気を3割がた増大させるという。かつてマヴァールとの戦闘で、毒矢を受けた右腕を自ら斬り落とし不具となる。その経緯から、隻腕将軍（ヴァンデーリアン）の異名を持つ。近年は近衛兵団の総指揮使を務めていたが、ツルナゴーラ継承戦役においてエルデイ軍の主将として参戦する。
重臣としても見識に優れ、ラザールの危険性を見抜く。剛直で信のおける人為からカルマーンから高く評価された。
グンナール
ラザールの幕僚、大使となった彼の副使を務める。

### ツルナゴーラ王国
マヴァール帝国の南の隣国。首都はカルローツァ、版図は80州を数える。海を南に臨み、温暖で肥沃な国土である。兵はそれほど強くなく、守勢に弱く、近年は外交によって鋭鋒を避わしていた。別称「野葡萄の国」と呼ばれ、王家の紋章にも用いられる、葡萄酒は銘品。マヴァール帝国の来寇を受け、皇帝と王女との政略結婚の形で収束したこと（生まれた子が皇太子とツルナゴーラ藩王を襲うと定められた）から、帝国との戦いはツルナゴーラ継承戦役と名付けられた。なお、ツルナゴーラとはモンテネグロの自国語（モンテネグロ語）での国名である。
ダニーロ四世
ツルナゴーラ国王。名君ではあるが漁色家。14男29女を儲け、私生児を含めると100人を越すといわれるが、多くは不肖の子供たちであった。陽気で気さくな人柄により廷臣達からの受けは良く、度を越した女色も有能さゆえに容認されていた。
アデルハイド
ツルナゴーラの内親王、後にマヴァール帝国摂政皇后。ダニーロ四世の十一女。18歳。美人ながら無個性な女性と思われていたが、亡国を機に乱世の女傑としての頭角を現し始める。
ザイツェル
ツルナゴーラ大使。公爵。舞台俳優じみた大げさな男で、外交官としては二流とカルマーンからは評される。対マヴァール7カ国を結んだ「ザイツェル会盟」として名前だけが名目として利用されることとなる。
ジュラージュ
ツルナゴーラの書記官長。男爵。40歳前後。悪相だが、勤勉で有能な官吏で、平民から貴族にまで取り立てられる。
イプシランティ
ツルナゴーラの将軍。勇将。継承戦役での副将。
ラドゥ
ツルナゴーラの将軍。継承戦役での主将。
シビウ
ツルナゴーラの伯爵。
ブラショウ
ツルナゴーラの将軍。
ヴィエルコボ
ツルナゴーラの将軍。
ポモージュ
ツルナゴーラの将軍。
パヴォロ
ツルナゴーラの城守。男爵。

### その他の国
イワネスク四世
クールラント国王。なお、クールラントはラトヴィア西部の歴史的地域名（ドイツ語名）である。
ボレスワフ
クールラントの公爵。王室に連なる名門貴族出身。マヴァール侵攻軍の指揮を執る。
ザモイスキー
クールラントの将軍。
イェブレム三世
ウルガール国王。33歳。秀才な教養人であるが、やや情緒不安定な面も持つ。
カラジョール
ウルガールの侯爵。マヴァール侵攻軍の主将。

## 各巻のタイトル
カドカワノベルズ版
1. 氷の玉座
2. 雪の帝冠
3. 炎の凱歌

角川文庫版も同じ。
創元推理文庫版
- マヴァール年代記〈全〉 ISBN 4-488-59201-5

## イラストレーター
- 『野性時代』連載時: 末弥純
- カドカワノベルズ版・角川文庫版: 天野喜孝
- 創元推理文庫版: 山田章博